# ウッドショック
ウッドショック（Woodshock）とは、2021年前半にアメリカ合衆国で発生した、木材価格の急騰とそれに付随した様々な問題。1970年代の石油ショックになぞらえて「ウッドショック」と呼ばれた。

## 概要
アメリカ合衆国の新築着工件数は、2020年に発生した新型コロナウィルス感染拡大に伴い、1月から4月までは急激に落ち込んだ。しかし、その反動で5月以降は急速な回復をみせた。これは、超低金利にワクチン接種やリモートワークによる影響などが加わったことを原因として郊外での住宅購入が活発化したことやリフォーム需要が高まったことなどを背景とする。しかし、製材所の休業、米国西海岸などでの大規模な山火事などの要因が重なり、建築用木材の供給が追い付かなくなったことで需給関係が崩れ、木材価格が急騰した。これが世界中に波及し、材木先物相場で投機的な思惑から材木価格が最大で4倍に高騰したが、2022年末には終息。
アメリカでは一時シカゴ・マーカンタイル取引所の木材先物価格が2020年4月の安値に比較し約6倍化し、「木材高で何百万もの世帯が住宅購入というアメリカンドリームを実現できなくなっている」（全米住宅建設業協会）とバイデン政権幹部らとの会議でも話題にされた。平均的な新築一戸建て住宅の価格は36,000ドル近く上昇し、新築アパートの家賃が月に119ドル上昇した。
日本では、輸入木材の価格高騰や調達困難の形で波及。住宅着工はコロナ禍で冷え込んだが2020年6月には急回復。2021年3月には19.4％増の173万9千戸と2006年以来の高水準となった。日本の木材自給率は3割ほどで残りは輸入材である。丸太の5割をアメリカ、製材の3割をカナダ・アメリカに依存しており、「買い負け」が鮮明となった。ウッドショックに乗じ、出荷体制を強化する森林組合が増えたものの、一転、2022年の価格正常化に伴い、兵庫県の北はりま森林組合では山から切り出した木材が滞留する事態に陥るなどした。